# توگو (مینه‌سوتا)
توگو (به انگلیسی: Togo) یک منطقهٔ مسکونی در ایالات متحده آمریکا است که در شهرستان ایتاسکا، مینه‌سوتا واقع شده‌است. توگو ۴۱۳٫۹۲ متر بالاتر از سطح دریا واقع شده‌است.